# Gyöngyösi Ivett
Gyöngyösi Ivett (Vásárosnamény, 1993. április 11. –)  magyar zongoraművész és kamarazenész, számos nemzetközi verseny győztese.

## Élete
Gyöngyösi Ivett hétéves kora óta zongorázik, első versenyét kilenc esztendősen nyerte.
Sikeres felvételi után 2005-ben lett a Liszt Ferenc Zeneművészeti Egyetem Rendkívüli Tehetségek Képzőjének hallgatója, 2011 szeptemberétől kezdte el egyetemi tanulmányait Némethy Attila és Dráfi Kálmán tanítványaként ahol diplomát nem szerzett. 2016-tól Berlinben, a Barenboim-Said Akadémián folytatta tanulmányait prof. Nelson Goerner tanítványaként.
Fiatal kezdőként számtalan hazai és nemzetközi zongoraverseny győztese lett: két alkalommal nyerte el a fődíjat és az első díjat a Budapesti Nemzetközi Chopin Zongoraversenyen, 2006-ban és 2008-ban. 2009-ben Cziffra György (zongoraművész) díjjal tüntették ki Bécsben.
2010-ben első díjat és EMCY-különdíjat nyert a Vladimir Krainev Nemzetközi Zongoraversenyen, Harkivban. Ugyanebben az évben megnyerte a Lions Nemzetközi Zenei versenyt Pécsen.
2011 New Talent-je és UNESCO-különdíjasa, negyven ország művészei közül. 2012-ben Junior Prima díj. 2013 júliusban az Egyesült Államokban megrendezett Lancaster Nemzetközi Zongorafesztiválon szerzett első helyezést, októberben pedig elnyerte a X. Darmstadti Nemzetközi Chopin Zongoraverseny összes díját. 2014-ben ’Az Év embere’ lett Zuglóban, valamint megnyerte a Virtuózok című televíziós tehetségkutatót – a műsor folyamán a zsűri és a közönség játékát előszeretettel hasonlította Fischer Annie-éhoz. 2019 októberében megnyerte a Genfi Zeneakadémia Beethoven Zongoraversenyét. A verseny fődíjaként a 2019/2020-as szezonban Beethoven G-dúr Zongoraversenyét adhatja elő a Victoria Hall-ban a Haute École de Musique de Genève szólistájaként, Takács-Nagy Gábor vezényletével.
Tizenöt évesen debütált nagy sikerrel az Óbudai Danubia Zenekarral a Zeneakadémia Nagytermében, játszott a Roy Thomson Hall-ban Torontóban, Wiener Musikverein-ban, a Laeiszhalle-Musikhalle-ben.

## Díjai, kitüntetései
| Év   | Díj                                                     | Város       | Állam                     |
| 2004 | (I díj) II. Zeneiskolai Ferenczy György Zongoraverseny  | Budapest    | Magyarország              |
| 2006 | (I díj) I. "Chopin + ......" Nemzetközi Zongoraverseny  | Budapest    | Magyarország              |
| 2008 | (I díj) II. "Chopin + ......" Nemzetközi Zongoraverseny | Budapest    | Magyarország              |
| 2009 | (I díj) Cziffra György Nemzetközi Zongoraverseny        | Bécs        | Ausztria                  |
| 2010 | Young Steinway Artists                                  | Hamburg     | Németország               |
| 2010 | (I díj) X. Vladimir Krainev Nemzetközi Zongoraversenyen | Harkiv      | Ukrajna                   |
| 2010 | (I díj) Lions Nemzetközi Zongoraversenyen               | Pécs        | Magyarország              |
| 2011 | (I díj) New Talent-je és UNESCO-különdíjasa             | Pozsony     | Szlovákia                 |
| 2012 | Junior Prima díj                                        | Budapest    | Magyarország              |
| 2013 | (I díj) Nemzetközi Zongorafesztiválon                   | Lancaster   | Amerikai Egyesült Államok |
| 2013 | (I díj) X. Nemzetközi Chopin Zongoraverseny             | Darmstadt   | Németország               |
| 2013 | "Év embere"                                             | Budapest    | Magyarország              |
| 2014 | (I díj, 20–24 év.) Virtuózok                            | Budapest    | Magyarország              |
| 2015 | Concorde Tehetség díjat                                 | Budapest    | Magyarország              |
| 2016 | Kozma Pál díj                                           | Nyíregyháza | Magyarország              |
| 2019 | (I díj) Beethoven Zongoraverseny                        | Genf        | Svájc                     |
| 2021 | Georges Filipinetti díj                                 | Genf        | Svájc                     |